# NGC 5421
NGC 5421 est une grande galaxie spirale barrée située dans la constellation des Chiens de chasse. NGC 5421 a été découverte par l'astronome français Édouard Stephan en 1880.

## Description
Sa vitesse par rapport au fond diffus cosmologique est de 8 090 ± 28 km/s, ce qui correspond à une distance de Hubble de 119,3 ± 8,4 Mpc (∼389 millions d'al).
La distance de Hubble de la galaxie PGC 49949 située à proximité est de 118,58 ± 8,32 Mpc (∼387 millions d'al). Cette galaxie est donc pratiquement à la même distance que NGC 5421. L'image obtenue des données du relevé SDSS montre assez clairement que PGC 49949 est devant le bras sud de la galaxie NGC 5421. D'ailleurs, cette paire de galaxies en interaction figure dans l'atlas des galaxies particulières de Halton Arp sous la cote Arp 111. Arp utilise cette paire comme un exemple de galaxie elliptique repoussant les bras d'une galaxie spirale avec le commentaire « E repliant apparemment le bras à la racine ». 

## Supernova
La supernova SN 2012T a été découverte dans NGC 5421 le 26 janvier 2012 par les astronomes amateurs canadien Jack Newton et américain Tim Puckett. Cette supernova était de type Ia.